# Oparanthus albus
Oparanthus albus là một loài thực vật có hoa trong họ Cúc. Loài này được (F.Br.) Sherff mô tả khoa học đầu tiên.